# Jogador mais valioso

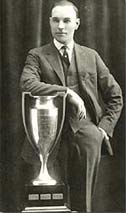
Frank Nighbor com o Troféu Hart Memorial original em 1924. O troféu é concedido anualmente ao "jogador considerado mais valioso para sua equipe" na National Hockey League (NHL)

Em esportes coletivos, o prêmio de jogador mais valioso (em inglês:  most valuable player) (MVP) é uma honra normalmente concedida a um indivíduo (ou indivíduos, em caso de empate) cujo desempenho individual é o melhor em uma liga inteira, em uma competição específica ou em uma equipe específica. O objetivo do prêmio é reconhecer a contribuição dos esforços do indivíduo em um esforço de grupo e destacar a excelência, exemplaridade e/ou destaque do desempenho de um jogador em meio ao desempenho de seus pares em questão.
O termo pode ter conotações diferentes dependendo do contexto em que é usado. Um 'MVP da Liga' é o jogador mais valioso de uma liga inteira e se refere ao jogador cujo desempenho é mais excelente na liga. Da mesma forma, um "MVP da Equipe" é o jogador mais valioso de uma equipe, referindo-se ao jogador cuja contribuição para a equipe é maior entre seus companheiros de equipe. Em muitos esportes, os prêmios de MVP são apresentados para uma partida específica — em outras palavras, um prêmio de jogador da partida. Isso é particularmente verdadeiro para partidas de alto perfil, como jogos de campeonato. Por exemplo, durante uma série de campeonatos finais, um prêmio de 'MVP das Finais' seria concedido ao jogador mais valioso no(s) jogo(s) final(is).
O jogador de hóquei no gelo, Wayne Gretzky, foi nomeado MVP mais vezes do que qualquer outro jogador na história das outras três grandes ligas profissionais norte-americanas (MLB, NBA e NFL). Ele ganhou o prêmio um recorde de nove vezes durante sua carreira, oito consecutivamente. Barry Bonds é o segundo, tendo ganhado o prêmio de MVP sete vezes na National League of Major League Baseball (A Liga Americana também concede um MVP), embora até a década de 1930 os jogadores de beisebol só pudessem ganhar o prêmio uma vez, o que limitava o número de vezes que Babe Ruth poderia ganhar. Kareem Abdul-Jabbar ganhou o prêmio de MVP da NBA seis vezes, e Michael Jordan ganhou o prêmio cinco vezes. Peyton Manning ganhou o prêmio de MVP da NFL cinco vezes. Apenas cinco outros jogadores ganharam mais de dois prêmios de MVP da NFL: Jim Brown, Johnny Unitas, Brett Favre, Tom Brady e Aaron Rodgers.
Uma distinção importante é que o MVP não deve ser confundido com o jogador mais vencedor. Embora os dois geralmente sejam um pouco correlacionados, existem vários (embora raros) contra-exemplos principais. Por exemplo, no basquete profissional, Kareem-Abdul Jabbar ganhou o prêmio de MVP de 1975-76, embora seu time não tenha se classificado para a pós-temporada. Além disso, vários outros jogadores da NBA na história foram premiados com MVP e perderam na primeira rodada da pós-temporada. Em outro exemplo no basquete profissional, Jerry West foi premiado com o prêmio de MVP das Finais da NBA de 1969, apesar de ter perdido as finais. No esporte do futebol americano profissional, Johnny Unitas ganhou o prêmio de MVP de 1967, apesar de não se classificar para os playoffs. Da mesma forma, O. J. Simpson ganhou o prêmio de MVP de 1973, apesar de não se classificar para os playoffs. Semelhante a Jerry West no basquete, Chuck Howley no futebol ganhou o prêmio de Jogador Mais Valioso do Super Bowl de 1971, apesar de ter perdido o Super Bowl V. Em 1960, Bobby Richardson ganhou o prêmio de MVP da World Series, mas perdeu a World Series. No hóquei no gelo, três jogadores, Al Rollins em 1954, Andy Bathgate em 1959 e Mario Lemieux em 1988, ganharam o prêmio de MVP mais antigo da NHL, o Hart Trophy, com Lemieux também recebendo o Ted Lindsay Award (introduzido em 1970-71 e votado pelos jogadores da liga), mas não chegou aos playoffs. Além disso, Reggie Leach ganhou o Troféu Conn Smythe de 1976, apresentado ao jogador mais valioso nos playoffs da Copa Stanley, enquanto quebrava o recorde da liga para a maioria dos gols nos playoffs, mas perdeu as finais. Na história do beisebol, vários MVPs não chegaram aos playoffs, e em 2021, nenhum dos seis finalistas do MVP da Major League Baseball jogou por times que chegaram à pós-temporada.
O termo é mais comum nos Estados Unidos e Canadá . Na maioria dos outros países ao redor do mundo, "jogador do ano" é usado para um prêmio que abrange toda a temporada e "jogador da partida" para jogos individuais. Na Austrália, os clubes e ligas de futebol australiano usam o termo "melhor e mais justo", enquanto aqueles que jogam rugby league usam "jogador do ano", como a Medalha Dally M.

## História
O primeiro prêmio de jogador mais valioso concedido nos esportes norte-americanos remonta ao beisebol profissional no início dos anos 1900. Um grupo de jornalistas esportivos se reuniu após a temporada de beisebol de 1911 para determinar os "jogadores mais importantes e úteis para o clube e para a liga". Esses atletas receberiam o Prêmio Chalmers, em homenagem a Hugh Chalmers, um fabricante de automóveis que buscava aumentar as vendas de seus automóveis Chalmers Modelo 30. Os primeiros a receber o prêmio foram Ty Cobb, do Detroit Tigers, e Frank Schulte, do Chicago Cubs. O prêmio foi descontinuado em 1955, após não resultar em aumento nas vendas de carros. De 1922 a 1928 na Liga Americana e de 1924 a 1929 na Liga Nacional, o prêmio de MVP foi concedido ao "jogador de beisebol que prestasse o melhor serviço geral ao seu clube". Vencedores anteriores não eram elegíveis para ganhar o prêmio de MVP novamente durante esse período. O prêmio MVP, como é conhecido hoje na Major League Baseball, foi estabelecido pela primeira vez em 1931.